# إدي آيزارد
إدي آيزارد (بالإنجليزية: Eddie Izzard)‏ كوميديان وممثل إنجليزي من مواليد 7 فبراير 1962.

## مواقع خارجية
- إدي آيزارد على موقع IMDb (الإنجليزية)
- إدي آيزارد على موقع الموسوعة البريطانية (الإنجليزية)
- إدي آيزارد على موقع روتن توميتوز (الإنجليزية)
- إدي آيزارد على موقع ألو سيني (الفرنسية)
- إدي آيزارد على موقع ميوزك برينز (الإنجليزية)
- إدي آيزارد على موقع تيرنر كلاسيك موفيز (الإنجليزية)
- إدي آيزارد على موقع أول موفي (الإنجليزية)
- إدي آيزارد على موقع قاعدة بيانات برودواي على الإنترنت (الإنجليزية)
- إدي آيزارد على موقع قاعدة بيانات الأفلام السويدية (السويدية)
- إدي آيزارد على موقع إن إن دي بي (الإنجليزية)